# 棄寶之島：遙與魔法鏡
《棄寶之島：遙與魔法鏡》是2009年8月22日在日本上映的動畫電影。由富士電視台（富士電視台開局50周年記念）和Production I.G製作，東寶上映。

## 概要
「棄寶之島」是描述著有一座聚集著那些“人類棄物”所創造出來的島嶼－“棄寶之島”，女高中生「遙」由於在追著一隻不可思議的狐狸「堤歐」後而迷失在這座島中並且因此展開一段冒險的故事。此故事的靈感來自武藏野自古以來流傳的故事：當東西遺失時，只要參拜「畑屋之稻荷（ハタヤの稲荷）」神社並獻上雞蛋，想找的東西就會出現，也因此激發了製作人與導演的想法而創造了這部原創的故事。為了製作這部電影，製作小組從開發軟體開始，自行摸索全新畫面表現之方式，共花了4年才製作完成。由於並非PIXAR電影，故採用日本的動畫技術，且花3年的製作時間才達到表現出可愛女孩的畫面。

## 故事大綱
女高中生‧遙，由於過世母親送給她的手鏡不見了，於是她向神社請求能找回鏡子。然後他目擊到有狐狸撿走人類不要的東西。於是她追蹤那隻狐狸，神社裡面有個不可思議的洞穴。實際上它能通往另一個世界。遙認為手鏡就在那個世界中而跟著進去並且將要展開不可思議的「棄寶之島」的冒險。

## 登場角色
遙
配音：綾瀨遙（日本）／許淑嬪（台灣）／Christine Marie Cabanos（美国）
本作主角，十六歲的女高中生。個性開朗活潑且纖細，有著清秀可愛的長相。為了找回媽媽給她的手鏡而向狐仙許願，結果意外地跟著堤歐一起進入棄寶之島。
堤歐
配音：澤城美雪（日本）／雷碧文（台灣）／Cassandra Lee（美国）
棄寶之島的居民，本作的關鍵角色。做著收集人類的丟棄物的工作。一開始不太理會遙，還和男爵達成約定將遙和她的鏡子都交給他，但在日漸相處下而逐漸接受她並且和她成為好友，在遙被男爵抓走後決定前去拯救她。
在遙的教導下，學會製作橡皮筋飛機的方法並且最後請人作好飛機救出遙。
小綿球
配音：松元環季（日本）／吳貴竹（台灣）／Julie Maddalena（美国）
被遙所丟棄的綿羊毛絨玩具。由於鏡子的碎片而擁有自我意識。在棄寶戲場內和遙再會、當初拒絕加入遙、但在和遙和解後加入他們的冒險，最後被遙給帶回原來的世界中。
遙之母
配音：戶田菜穗（日本）／李明幸（台灣）／Julie Ann Taylor（美国）
告訴遙棄寶之島的故事，在遙小時候就因病而過世了。
遙之父
配音：大森南朋（日本）／孫誠（台灣）／David Roach（美国）
妻子過世後、一手養育遙長大。但因為工作而經常不在家、故事開始時就和遙有一些口角。
美穂
配音：谷村美月（日本）／吳貴竹（台灣）／田井中澪（美国）
遥的友人和同學。故事開始時跑到遙的家裡來玩。
皮坎達 、畢姬 、迪卡哥
配音：上田祐司、甲斐田裕子、宇垣秀成（日本）／林谷珍、李明幸、孫誠（台灣）／Mrk V. McCollum、Tara Platt、Kyle Hebert（美国）
棄寶之島居民、這三人組，皮坎達是領袖且個性冷靜、畢姬是裡面的唯一的女生、迪卡哥則是體型巨大且遲鈍。經常欺負堤歐。在知道和堤歐在一起的遙是人類後，而到處追趕他們兩個，後來在堤歐出錢下幫他建造橡皮筋飛機。
士兵兄弟
配音：（兄）鹽屋浩三、（弟）岩崎浩（日本）／（兄）孫誠、（弟）于正昌（台灣）／George C. Cole、（弟）Derek Stephen Prince（美国）
男爵的手下。
男爵
配音：家弓家正（日本）／林谷珍（台灣）／Patrick Seitz（美国）
本作反派，棄寶之島居民。擁有城和巨大的飛船、想將棄寶之島毀滅而建立都是機械的島嶼。因此企圖得到遙的手鏡並且使用鏡子之力要讓自己變得比人類更加進化、最後被遙他們所阻止。
真實身份則是矮小醜陋的綠色小矮人

## 登場的丟棄物
- ガチャピン玩偶（日语：ガチャピン）
- ムック玩偶（日语：ムック (ひらけ!ポンキッキ)）
- 黑膠唱片
- Gakken EX系統（日语：電子ブロック）
- 迷你四驅
- 留聲機
- 鏡子
- 棒子

## 工作人員
- 導演 - 佐藤信介
- 製作 - 亀山千廣
- 行政部門製作人 - 石川光久
- 製作人 - 關口大輔
- 劇本 - 安達寛高、佐藤信介
- 企画設定協力 - JINCO
- 協助 - 埼玉縣入間市、富士電視台
- 贊助企業 - 西武鐵道
- CG製作 - Polygon Pictures

## 主题曲

歌：スピッツ

## 花絮
- 配合電影上映，西武鐵道在各車站中貼有禁止丟棄東西的海報。
- 由西武鐵道舉辦的散步活動「漫步在棄寶之島中」，在9月13日以西武池袋線入間市車站開始走到終點的武藏藤澤車站，總計超過1,500人參加。當地還販賣特製繪馬和「ハタヤ的稻荷饅頭」等物。
- 因為以埼玉縣為舞台，於是埼玉縣的マスコット・コバトン都在裡面客串演出。[2]
- 得到第33回日本電影金像獎的『最佳動畫片獎』的『優秀賞』。[3]

## 作品的原型

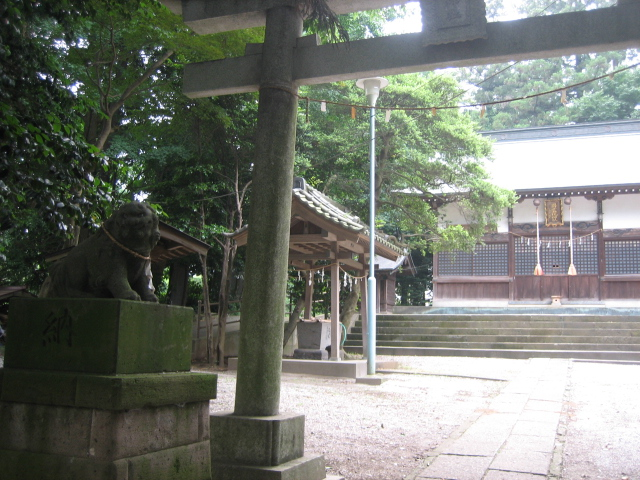
出雲祝神社-1（埼玉縣入間市）
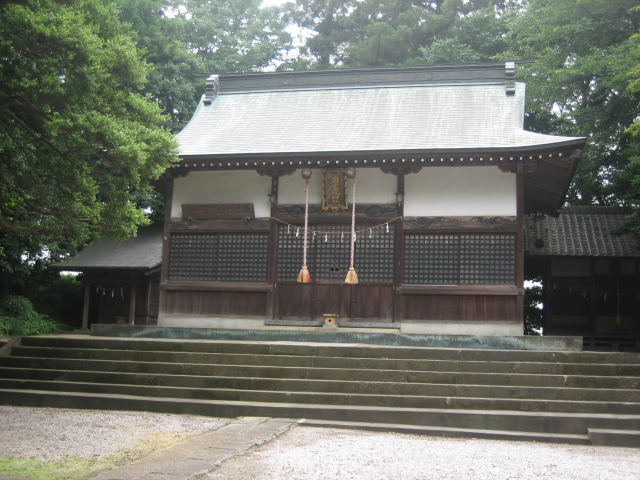
出雲祝神社-2（埼玉縣入間市）
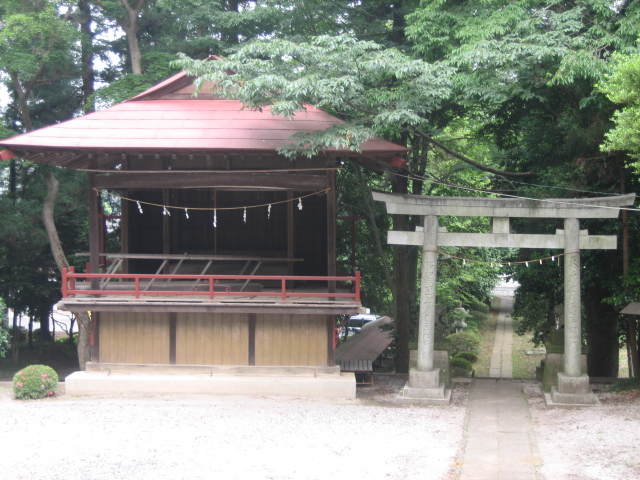
出雲祝神社-3（埼玉縣入間市）
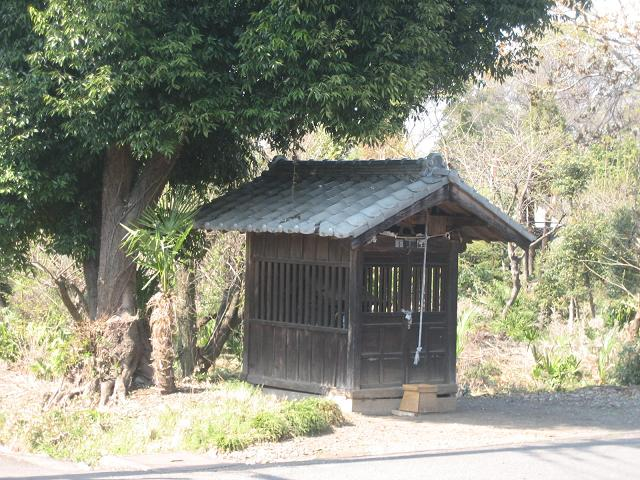
ハタヤ的稻荷（埼玉縣入間市）

本作場景以埼玉縣入間市的出雲祝神社・不老川等景點為原型。

## 棄寶之島 彼方和彩色之鏡
《棄寶之島 彼方和彩色之鏡》是NAMCO BANDAI Games2009年8月6日發售的任天堂DS用動作角色扮演遊戲。
角色設定和主角都與《遙與魔法鏡》有異，但舞台和電影一様都在棄寶之島，提歐也以重要角色身份在本作登場。
特別客串的有在《太鼓達人》中出現的和田咚和和田喀。

### 故事大綱
由於母親沒來運動會、讓彼方相當難過。

於是母親為了安撫彼方的心情而念繪本給他聽。

彼方一邊聽著母親的聲音一邊直想著「我想要變成棄物!」。

就在這時…彼方在不可思議的空間被一個迷之居民叫喚著。然後突然、彼方迷失在了書中的「棄寶之島」中。

這裡是個相當奇異的世界、於是彼方為了返回原來的世界而借助堤歐的力量、展開收集七色鏡子的冒險。

彼方究竟能不能回到原來的世界･･･，而冒險的最後、令人吃驚的真實竟是･･･

### 登場角色
彼方
廣橋涼
喜歡戲弄人的少年。
堤歐 -
澤城美雪
謎之住民
稻田徹

## 註腳
1. ↑  棄寶之島：遙與魔法鏡  （页面存档备份，存于） 開眼電影網 （繁體中文）
2. ↑  コバトン伝説 - 埼玉縣網站 埼玉縣的マスコット「コバトン」 的存檔，存档日期2014-04-21.（日語）
3. ↑  日本電影金像獎官網 （页面存档备份，存于）（日語）

## 外部連結
- 官方網站
- Production I.G介紹
- 棄寶之島×入間市　官方網站
- 棄寶之島 彼方和彩色之鏡 （页面存档备份，存于）
- 棄寶之島連結集（入間市界隈HP連結集内） （页面存档备份，存于）